# Episodi di The Millionaire (seconda stagione)
La seconda stagione della serie televisiva The Millionaire è andata in onda negli Stati Uniti dal 28 settembre 1955 al 6 giugno 1956 sulla CBS.
| nº | Titolo originale                   | Prima TV USA      |
| -- | ---------------------------------- | ----------------- |
| 1  | The Rita Keeley Story              | 28 settembre 1955 |
| 2  | The Robert Croft Story             | 5 ottobre 1955    |
| 3  | The Joe Seaton Story               | 12 ottobre 1955   |
| 4  | The Iris Miller Story              | 19 ottobre 1955   |
| 5  | The Ralph McKnight Story           | 26 ottobre 1955   |
| 6  | The Tom Bryan Story                | 2 novembre 1955   |
| 7  | The Peggy Demos Story              | 9 novembre 1955   |
| 8  | The Jerome Wilson Story            | 16 novembre 1955  |
| 9  | The Nora Paul Story                | 23 novembre 1955  |
| 10 | The Steve Carey Story              | 30 novembre 1955  |
| 11 | The Don Lewis Story                | 7 dicembre 1955   |
| 12 | The Jeff Ellis Story               | 14 dicembre 1955  |
| 13 | The Wilbur T. Gerrold Story        | 21 dicembre 1955  |
| 14 | The Philip Sargent Story           | 28 dicembre 1955  |
| 15 | The Chris Hall Story               | 4 gennaio 1956    |
| 16 | The Reverend John Hardin Story     | 11 gennaio 1956   |
| 17 | The Cindy Bowen Story              | 18 gennaio 1956   |
| 18 | The Jean Griffith Story            | 25 gennaio 1956   |
| 19 | The Larry Evans Story              | 1º febbraio 1956  |
| 20 | The Brian Hendricks Story          | 8 febbraio 1956   |
| 21 | The Arthur Darner Story            | 15 febbraio 1956  |
| 22 | The Victor Volante Story           | 22 febbraio 1956  |
| 23 | The Candy Caldwell Story           | 29 febbraio 1956  |
| 24 | The Rip Matson Story               | 7 marzo 1956      |
| 25 | The Rita Hanley Story              | 14 marzo 1956     |
| 26 | The Eric Vincent Story             | 21 marzo 1956     |
| 27 | The Bedelia Buckley Story          | 28 marzo 1956     |
| 28 | The Story of Tom Mead              | 4 aprile 1956     |
| 29 | The Story of Lucky Swanson         | 11 aprile 1956    |
| 30 | The Story of Jane Costello         | 18 aprile 1956    |
| 31 | The Ed Murdock Story               | 25 aprile 1956    |
| 32 | The Louise Williams Story          | 2 maggio 1956     |
| 33 | The Story of Tod Burke             | 9 maggio 1956     |
| 34 | The Captain Jonathan Carroll Story | 16 maggio 1956    |
| 35 | The Story of Sally Delaney         | 23 maggio 1956    |
| 36 | The Olivia Grainger Story          | 30 maggio 1956    |
| 37 | The Jill Mayfield Story            | 6 giugno 1956     |

## The Rita Keeley Story
- Prima televisiva: 28 settembre 1955

### Trama
- Interpreti: Robert Crosson (Keeley), Roy Gordon (Andrew V. McMahon), Jess Kirkpatrick, Peter Thompson (Scott MacAndrew), Joan Vohs (Rita Keeley)

## The Robert Croft Story
- Prima televisiva: 5 ottobre 1955

### Trama
- Interpreti: Sara Haden (Miss Kendis), Rudy Lee (Jeff), Walter Reed (dottor Tom Dunlap), Warren Stevens (Robert Croft), Randy Stuart (Jane Croft)

## The Joe Seaton Story
- Prima televisiva: 12 ottobre 1955

### Trama
- Interpreti: Joe Downing (Pete Fullerton), Eddie Firestone (Joe Seaton), Mary Gregory (infermiera), Thomas Browne Henry (Kelly), Henry Hunter (dottor Harris), Peggy Maley (Velma Fullerton), Virginia Stefan (Kit Seaton), Joan Sudlow (Mrs. Adams), Tido Fedderson (Night Nurse)

## The Iris Miller Story
- Prima televisiva: 19 ottobre 1955

### Trama
- Interpreti: Virginia Grey (Iris Miller), Diane Brewster (Operator), Gilmore Bush (Marty Modena), Nancy Gates, DeForest Kelley (dottor Michael Wells), Carlyle Mitchell (dottor Clayton), Olive Sturgess (Midge Miller), Jean Vander Pyl (Guest), Eric Wilton (Butler)

## The Ralph McKnight Story
- Prima televisiva: 26 ottobre 1955

### Trama
- Interpreti: Claude Akins (sergente Mike Harden), Jeanne Baird (Danny Rawlins), Richard Crenna (Ralph McKnight), Barbara Knudson (Cathy Clarke)

## The Tom Bryan Story
- Prima televisiva: 2 novembre 1955

### Trama
- Interpreti: Billy Chapin (Tommy Bryan), James Daly (Tom Bryan), Gladys Hurlbut (Myrtle Haskins), June Vincent (Betsy Bryan)

## The Peggy Demos Story
- Prima televisiva: 9 novembre 1955

### Trama
- Interpreti: Ruth Clifford (Mrs. Mason), Virginia Gibson (Peggy Demos), Phillip Pine (Lex Demos), Johnstone White (Mr. Mason)

## The Jerome Wilson Story
- Prima televisiva: 16 novembre 1955

### Trama
- Interpreti: Maxine Cooper (Virginia Hewett), Christopher Dark (Jerome Wilson), Ross Elliott (sceriffo Jack Driscoll), Fay Roope (dottor Tom Evans)

## The Nora Paul Story
- Prima televisiva: 23 novembre 1955

### Trama
- Interpreti: Katharine Bard (Nora Paul), Olive Blakeney (Miss Crump), Bart Burns (John Handy), Clark Howat (Carl Grant)

## The Steve Carey Story
- Prima televisiva: 30 novembre 1955

### Trama
- Interpreti: Gene Barry (Steve Carey), James Seay (Mr. Bush), Edna Skinner (Jane Palmer), Maureen Stephenson (Susan Clairborne)

## The Don Lewis Story
- Prima televisiva: 7 dicembre 1955

### Trama
- Interpreti: Marian Carr (Vi Harrington), Jean Harvey (Helga), Robert Hutton (Don Lewis), Joan Weldon (Star Conway)

## The Jeff Ellis Story
- Prima televisiva: 14 dicembre 1955

### Trama
- Interpreti: Nancy Howard (Edith Craddock), Ted Jacques, Ed Kemmer (Jeff Ellis), Carl Milletaire (Marvin Manson)

## The Wilbur T. Gerrold Story
- Prima televisiva: 21 dicembre 1955

### Trama
- Interpreti: Michael Bryant (McGinnis), Evelyn Eaton, Cheerio Meredith (Lassie), Rhys Williams (Wilbur T. Gerrold)

## The Philip Sargent Story
- Prima televisiva: 28 dicembre 1955

### Trama
- Interpreti: Guy Kingsford (Trooper # 2), Marjie Millar (Joyce Page Sargent), Elliott Reid (Philip Sargent), Norman Willis (Trooper # 1)

## The Chris Hall Story
- Prima televisiva: 4 gennaio 1956

### Trama
- Interpreti: Walter Kelly (Chris Hall)

## The Reverend John Hardin Story
- Prima televisiva: 11 gennaio 1956

### Trama
- Interpreti: John Craven (Ted Allen), Harrison Lewis (dottor Brenner), Brad Morrow (Jimmy Allen), Howard Price (Driver), Carl Benton Reid (reverendo John Hardin), Marion Ross (Cathy Hardin), Tido Fedderson (infermiera)

## The Cindy Bowen Story
- Prima televisiva: 18 gennaio 1956

### Trama
- Interpreti: Fran Bennett (Cindy Bowen), Michael Emmet (William Shuyler III), Nancy Hadley (Jessica Marlowe), Ina Poindexter (Kit Buchanan)

## The Jean Griffith Story
- Prima televisiva: 25 gennaio 1956

### Trama
- Interpreti: Peter Adams (Richard Bradley), Dorothy Bernard (Mrs. Martin), Joan Danton (Anita - Maid), Marcel De la Brosse (Maitre D'), Stephen Dunne (Frank Griffith), Otto Forrest (Josh Martin), Marcia Henderson (Jean Griffith), Louise Venier (Margaret)

## The Larry Evans Story
- Prima televisiva: 1º febbraio 1956

### Trama
- Interpreti: Darlene Fields (Linda), Gordon Mills (Voce), Herbert Patterson (dottor Larry Evans), James Todd (dottor Whitney)

## The Brian Hendricks Story
- Prima televisiva: 8 febbraio 1956

### Trama
- Interpreti: Lawrence Dobkin (Austin), Leif Erickson (Brian Hendricks), Carole Mathews (Helen), Jeanne Vaughn (Marian)

## The Arthur Darner Story
- Prima televisiva: 15 febbraio 1956

### Trama
- Interpreti: Jeanne Dante, Nancy Hale (Mary), Denver Pyle (Arthur Darner), Kay Stewart, Sandy White (Miss Wilson)

## The Victor Volante Story
- Prima televisiva: 22 febbraio 1956

### Trama
- Interpreti: Mike Connors (Victor Volante), Jack La Rue, Adele Mara (Cara)

## The Candy Caldwell Story
- Prima televisiva: 29 febbraio 1956

### Trama
- Interpreti: Peggie Castle (Candy Caldwell), Tod Griffin (Kerry Shaw), Lyn Guild (Josie), Irene Hervey (Maxine), John Stephenson (Chet)

## The Rip Matson Story
- Prima televisiva: 7 marzo 1956

### Trama
- Interpreti: Steve Brodie (Rip Matson), Cathy Downs (dottor Eve Saunders), Stacy Harris (dottor Scott), Robert Shayne (Stuart), Tommy Tucker (Messenger)

## The Rita Hanley Story
- Prima televisiva: 14 marzo 1956

### Trama
- Interpreti: Helen Andrews (Aggie), Robert Burton (Clyde), Robert Lowery (David Hanley), Karen Steele (Rita Hanley), Beverly Washburn (Chris)

## The Eric Vincent Story
- Prima televisiva: 21 marzo 1956

### Trama
- Interpreti: James Anderson (Eric Vincent), Joyce Carey (Mrs. Vinton), Sally Corner (Mrs. Johnson), Byron Foulger (Bank Manager Morrow), Hurd Hatfield (Jack Miner), Carol Stone (Helen Vincent), Tido Fedderson (Woman Leaving Phone Booth)

## The Bedelia Buckley Story
- Prima televisiva: 28 marzo 1956

### Trama
- Interpreti: Robert Bray (Tom Buckley), Ellen Corby (Bedelia Buckley), Sue George (Linda Buckley), Adrienne Marden (Amanda Buckley), Jimmy Pickford (Chuck Doniger)

## The Story of Tom Mead
- Prima televisiva: 4 aprile 1956

### Trama
- Interpreti: Claudia Barrett (Ella Weaver), John Dennis (Earl Gibson), Ken Drake (John Crawford), Arthur Hanson (tenente Lynch), Naura Hayden (Connie Olson), John Larch (Tom Mead), Dorothy Patrick (June)

## The Story of Lucky Swanson
- Prima televisiva: 11 aprile 1956

### Trama
- Interpreti: John Bleifer (constable), Harold Dyrenforth (Nazi Lieutenant), Nora O'Mahoney (Mother Superior), John Smith (Charles 'Lucky' Swanson), Vladimir Sokoloff (zio Jacques Monet), Joyce Vanderveen (Valerie Monet Swanson), Tido Fedderson (suora)

## The Story of Jane Costello
- Prima televisiva: 18 aprile 1956

### Trama
- Interpreti: Corey Allen (Dan Marshall), Ann Doran (Jane Costello), Joan Evans (Julie Ann Costello Marshall), Yvonne Fedderson (Eileen), Mary Alan Hokanson (Dorothy Marshall), Edna Holland (Head Mistress), Stapleton Kent (Justice of the Peace), Hayden Rorke (Burt Costello), Will Wright (nonno Costello), Tido Fedderson (cameriera)

## The Ed Murdock Story
- Prima televisiva: 25 aprile 1956

### Trama
- Interpreti: Robert Foulk (Manny Davis), Dabbs Greer (Stoolie), Don Haggerty (Ed Murdock), Jon Shepodd (Levitt), Martha Vickers (Ruth Murdock)

## The Louise Williams Story
- Prima televisiva: 2 maggio 1956

### Trama
- Interpreti: Vanessa Brown (Louise Williams), William Ching (Allen Johnson), Scott Forbes (Madison Gary), Beverly Wills (Barbara)

## The Story of Tod Burke
- Prima televisiva: 9 maggio 1956

### Trama
- Interpreti: Olive Carey (Agnes Burke), Joan Sudlow (Anna), Gloria Talbott (Bonnie), Adam Williams (Tod Burke)

## The Captain Jonathan Carroll Story
- Prima televisiva: 16 maggio 1956

### Trama
- Interpreti: Ronald Anton (John Carroll), William Hopper (capitano Jonathan Carroll), Nelson Leigh (colonnello Henshaw), William Phipps (tenente Jordan), Aline Towne (Doris Carroll)

## The Story of Sally Delaney
- Prima televisiva: 23 maggio 1956

### Trama
- Interpreti: Tod Andrews (Tony Cardell), Louise Arthur (Mrs. Duquette), Kathy Kelly (Seamstress), Ann Lee (Maddelana), Natalie Norwick (Sally Delaney), Helen Winston (Secretary), Tido Fedderson (Model)

## The Olivia Grainger Story
- Prima televisiva: 30 maggio 1956

### Trama
- Interpreti: Jacqueline Holt (Miriam Grainger), Frances Rafferty (dottor Olivia Grainger), Rex Reason (Doug Hamlan), Simon Scott (dottor Paul Norton)

## The Jill Mayfield Story
- Prima televisiva: 6 giugno 1956

### Trama
- Interpreti: Jan Arvan (Gayle), Joan Camden (Jill Mayfield), Barbra Fuller (Millie), Peter Hansen (Nick Hamilton), Gail Kobe (Stephanie Crane), Charles Tannen (Werner)